# Husdyrrace
En husdyrrace er en race af et husdyr, dvs. en population, der adskiller sig mærkbart mht. forhold som kropsbygning og fysiologiske egenskaber som produktionsdyr fra andre populationer indenfor arten, og som arver de særlige kendetegn.
Husdyrracer findes eksempelvis indenfor arterne kvæg, svin, heste, får, geder, høns, hunde, katte og kaniner.
Husdyrracer opdeles sommetider i kulturracer og landracer. Sidstnævnte er populationer, der er opdrættet på landet eller hjemmehørende i det pågældende land. Landracer antages ofte på naturlig vis at have tilpasset sig det habitat, de bebor, genetisk. Kulturracer er kunstigt opdrættede racer, der er fremkommet ved særlig avl. Landracer har typisk større genetisk variation end kulturracerne, så udseende og adfærd i større omfang kan variere mellem individerne.

## Gamle danske husdyrracer
I Danmark fremkom begrebet "landrace" i første halvdel af 1800-tallet på baggrund af indførsel af husdyr fra andre lande. Fra omkring 1850 begyndte de såkaldte "kulturracer" at optå via renavl. Raceavlen blev i sidste halvdel af 1800-tallet organiseret via blandt andet stambøger og dyrskuer. Herved opstod de mange forskellige racer, der prægede husdyravlen i første halvdel af det tyvende århundrede. Med fornyede teknologiske fremskridt blev efterhånden sidst i 1900-tallet nogle få moderne husdyrracer med gode produktionsegenskaber udbredt i hele verden. Dermed blev mange af de danske racer, der var udviklet i Danmark gennem 1900-tallet, fortrængt og nærmest uddøde. Der er derfor i de seneste årtier iværksat et arbejde for at bevare en række af disse husdyrracer under mottoet "Gamle danske husdyrracer".